# Perejaslavets
Perejaslavets (Переяславец; Oost-Slavische vorm) of Preslavets (Преславец; Bulgaarse vorm) was in de 10e eeuw een havenstad gelegen aan de monding van de Donau.
De naam van de stad is gebaseerd op de toenmalige hoofdstad van het Eerste Bulgaarse Rijk, Preslav, en betekent zoiets als "klein Preslav". Het was een bloeiende handelsstad.
Toen Svjatoslav van Kiev, in opdracht van de Byzantijnen bezig was met Bulgarije binnen te vallen, werd de hoofdstad van zijn rijk, Kiev door de Petsjenegen in 968 belegerd. Bij zijn terugkeer uit Bulgarije verjoeg Svjatoslav de Petsjenegen en verplaatste hij, zeer tegen de wil van zijn moeder Olga en familieleden, het hof van Kiev naar Perejaslavets. Hij zou aan zijn hovelingen verklaard hebben dat naar Perejaslavets "alle rijkdommen zouden vloeien: goud, zijde, wijn en allerlei vruchten uit Griekenland, zilver en paarden uit Hongarije en Bohemen, en uit Rusland pelsen, was, honing en slaven". Twee jaar later viel de stad echter in de handen van de Byzantijnen, die een eigen invasie van Bulgarije begonnen waren.
Opgravingen hebben Perejaslavets geïdentificeerd met het plaatsje Nufăru in Roemenië, dat tot 1968 bekendstond als Prislav, 11 kilometer ten oosten van Tulcea.